# إدوارد مارتينز
إدوارد مارتينز (بالإنجليزية: Edward Martins)‏ هو عداء سريع ليبيري، ولد في 1933.

## وصلات خارجية
- إدوارد مارتينز على موقع أوليمبيديا (الإنجليزية)